# Epizoanthus balanorum
Epizoanthus balanorum är en korallart som först beskrevs av Lwowsky 1913.  Epizoanthus balanorum ingår i släktet Epizoanthus och familjen Epizoanthidae. Inga underarter finns listade i Catalogue of Life.